# Dervišaga
Dervišaga falu Horvátországban, Pozsega-Szlavónia megyében. Közigazgatásilag Pozsegához tartozik.

## Fekvése
Pozsegától 4 km-re keletre, a Pozsegai-medence szélén és a Pozsegai-hegység északi lejtőin, az Orljava jobb partján, Vidovci és Kuzmica között fekszik. 

## Története
Dervišaga ősi település, „Žabljak” és „Rosulje” nevű régészeti lelőhelyein talált leletek alapján már a történelem előtti időkben lakott volt. A Rosulje lelőhelyen középkori leletek is előkerültek, középkori neve azonban nem ismert, így nem azonosítható az írásos forrásokban. Nevét utolsó török birtokosáról kapta. Eredetileg „Dervišagino selo” alakban tűnik fel, majd az írásos forrásokban „Dervišaga”, a nép ajkán „Deršaga” néven említik. A török uralom idején (valószínűleg már a középkor óta folyamatosan) katolikus horvát lakossága volt. 1698-ban „Dervisaga” néven 10 portával szerepel a török uralom alól felszabadított szlavóniai települések összeírásában. 1730-ban 13, 1746-ban 12, 1762-ben 19 ház állt a településen.
Az első katonai felmérés térképén „Dorf Dervissaga” néven látható. Lipszky János 1808-ban Budán kiadott repertóriumában „Dervissága” néven szerepel. Nagy Lajos 1829-ben kiadott művében „Derviss Agga” néven 38 házzal, 236 katolikus vallású lakossal találjuk.
1857-ben 199, 1910-ben 341 lakosa volt. 1910-ben a népszámlálás adatai szerint lakosságának 99%-a horvát anyanyelvű volt. Pozsega vármegye Pozsegai járásának része volt. Az első világháború után 1918-ban az új szerb-horvát-szlovén állam, majd később (1929-ben) Jugoszlávia része lett. 1991-ben lakosságának 94%-a horvát nemzetiségű volt. A településnek 2001-ben 890 lakosa volt.

## Lakossága
| Lakosság változása | Lakosság változása | Lakosság változása | Lakosság változása | Lakosság változása | Lakosság változása | Lakosság változása | Lakosság változása | Lakosság változása | Lakosság változása | Lakosság változása | Lakosság változása | Lakosság változása | Lakosság változása | Lakosság változása | Lakosság változása |
| ------------------ | ------------------ | ------------------ | ------------------ | ------------------ | ------------------ | ------------------ | ------------------ | ------------------ | ------------------ | ------------------ | ------------------ | ------------------ | ------------------ | ------------------ | ------------------ |
| 1857               | 1869               | 1880               | 1890               | 1900               | 1910               | 1921               | 1931               | 1948               | 1953               | 1961               | 1971               | 1981               | 1991               | 2001               | 2011               |
| 199                | 199                | 192                | 249                | 275                | 341                | 372                | 382                | 417                | 450                | 651                | 826                | 918                | 989                | 989                | 890                |

## Sport
Az NK Dinamo Vidovci-Dervišaga labdarúgóklubot 1946-ban alapították.